# Xanthodaphne maoria
Xanthodaphne maoria é uma espécie de gastrópode do gênero Xanthodaphne, pertencente a família Raphitomidae.